# Matou a Família e Foi ao Cinema (1991)
Matou a Família e Foi ao Cinema é um filme de subgênero terror trash brasileiro de 1991 dirigido por Neville de Almeida e escrito por Júlio Bressane.
É uma nova versão do filme de 1969, dirigido por Bressane.

## Sinopse
Bebeto, após discutir com os pais e matá-los, vai ao cinema, onde assiste impassivelmente a quatro filmes de curta-metragem.

## Elenco
- Alexandre Frota .... Bebeto
- Cláudia Raia .... Márcia
- Louise Cardoso .... Renata
- Maria Gladys .... mãe de Bebeto / mãe de Márcia / mãe no episódio final
- Sandro Solviatti .... pai de Bebeto
- Guará Rodrigues .... ladrão de roupas íntimas
- Mariana de Moraes .... garota no episódio final
- Ana Beatriz Nogueira .... esposa jovem
- Júlio Braga .... marido
- Pedro Aguinaga .... marido de Márcia

## Principais prêmios e indicações
Festival de Gramado 1991
- Venceu nas categorias de melhor direção e melhor atriz coadjuvante (Ana Beatriz Nogueira).
- Indicado na categoria de melhor filme.